# Paddy O'Reilly
Pour les articles homonymes, voir O'Reilly.
Paddy O'Reilly, né en 1898 à Dublin et mort le 24 septembre 1974, est un footballeur international Irlandais. Jouant au poste de gardien de but, il fait partie de la toute première équipe nationale irlandaise créée après l'indépendance du pays et dispute les Jeux olympiques d'été de 1924 à Paris. Il compte trois sélections.

## Carrière
Né à Dublin, Paddy O'Reilly est licencié à l'Athlone Town Football Club en 1924. Lors de cette saison, il remporte avec ses coéquipiers la Coupe d'Irlande en battant en finale 1-0 le Fordsons Football Club.
Cette victoire lui permet d'être sélectionné parmi vingt-deux joueurs pour représente le nouvel été irlandais. Il participe aux Jeux olympiques d'été de 1924 à Paris au mois de juin. Titulaire en défense, il dispute deux rencontres lors de la compétition. Au premier tour les irlandais s'imposent 1-0 contre la Bulgarie. C'est le premier match officiel de l'histoire de l'équipe nationale irlandaise. Il est aussi dans les buts pour le quart de finale contre les Pays-Bas. Les néerlandais s'imposent 2-1 après prolongations. Le lendemain de leur défaite, l'équipe irlandaise dispute un match amical contre l'Estonie remporté 1-0. Ce sont les trois seules sélections de O'Reilly.
Il faut attendre cent ans pour qu'en juin 2024 pour la fédération irlandaise reconnaisse ces trois matchs comme pleinement représentatifs de l'équipe nationale,.

## Palmarès
- Vainqueur de la Coupe d'Irlande de football 1923-1924